# Carisolo
Carisolo ist eine Gemeinde mit 923 Einwohnern (Stand 31. Dezember 2023) im Val Rendena im Trentino (Provinz Trient) in Italien. Der Ort liegt etwa 30 km nordwestlich von Trient.
Nachbargemeinden sind Caderzone Terme, Giustino, Ossana, Pinzolo und Vermiglio.

## Partnerschaft
Die Gemeinde pflegt eine Partnerschaft zu der deutschen Kleinstadt Daun in Rheinland-Pfalz.